# Goerodes mioshi
Goerodes mioshi är en nattsländeart som beskrevs av G. Marlier 1953. Goerodes mioshi ingår i släktet Goerodes och familjen kantrörsnattsländor. Inga underarter finns listade i Catalogue of Life.